# ルイ・ヴィト
ルイス・フィリップ"ルイ"ヴィト（Louis Philip "Louie" Vito, III、1988年3月20日 - ）は、アメリカ合衆国、オハイオ州コロンバス出身の男性スノーボード選手。

## 人物
オハイオ州コロンバスの生まれ、近郊のベルファウンテンで育った。ストラットンマウンテンスクールでスノーボードを学ぶためにバーモント州に移住し高校に通いながらトレーニングを積んだ。高校卒業後はユタ州ソルトレイクシティに移住した。
2005年4月スイスツェルマット、ジュニア世界選手権で準優勝。
2010年にはバンクーバーオリンピックに出場、5位に終わった。